# Segimon Claveria i Teulats
Segimon Claveria i Teulats (Vic, Osona, 17 d'octubre de 1904 - 18 de desembre de 2010) fou un compositor català autor de més de 80 sardanes, 2 misses i 2 sarsueles, entre altres peces musicals. Instrumentista de clarinet i contrabaix, va repartir la seva dedicació professional entre diversos estaments musicals de la zona de Vic o de Barcelona. També fou professor de l'Escola de Música de Vic durant més de 35 anys i director de l'Orfeó Vigatà.
Va començar a escriure sardanes als 18 anys i va escriure la darrera quan ja havia complert el seu centenari. El seu nom es Amorosa. Com a músic de cobla, l'any 1954 creà una de les poques cobles de sardanes vigatanes: La Principal de Vic i posteriorment tocà el contrabaix a la cobla Canigó. Finalment com a músic versàtil, dirigí l'Orfeó Vigatà entre els anys 1931 i 1934.
Va rebre diferents premis al llarg de la seva carrera. Podem anomenar el premi Joaquim Serra de 1964 per la sardana Complanta a Joaquim Serra, el premi Diada de la Sardana (Pau Casals) per Enyorant a Pau Casals, el tango Bella Mauriel, una simfonia per la Cobla Ciutat de Lleida o el poema per cobla Diumenge.
El mestre Claveria dominava quatre idiomes; el català, el castellà, el francès i l'esperanto.